# Pardosa guadalajarana
Pardosa guadalajarana là một loài nhện trong họ Lycosidae.
Loài này thuộc chi Pardosa. Pardosa guadalajarana được Charles Denton Dondale & Redner miêu tả năm 1984.